# Alfred Teinitzer
Alfred Teinitzer (Viena, Austria, 29 de julio de 1929-20 de abril de 2021) fue un futbolista austríaco que jugaba como centrocampista.

## Selección nacional
Fue el último sobreviviente del plantel de Austria que obtuvo el tercer lugar en la Copa del Mundo de 1954, siendo el mayor éxito en la historia del fútbol austríaco hasta la fecha, pero no jugó ningún partido durante el torneo.

### Participaciones en Copas del Mundo
| Mundial                        | Sede  | Resultado    | Partidos | Goles |
| ------------------------------ | ----- | ------------ | -------- | ----- |
| Copa Mundial de Fútbol de 1954 | Suiza | Tercer lugar | 0        | 0     |

## Clubes
| Club        | País    | Año       |
| ----------- | ------- | --------- |
| Rapid Viena | Austria | 1949-1952 |
| Linzer ASK  | Austria | 1952-1955 |
| Linzer ASK  | Austria | 1958-1964 |

## Palmarés

### Campeonatos nacionales
| Título               | Club        | País    | Año  |
| -------------------- | ----------- | ------- | ---- |
| Campeonato austríaco | Rapid Viena | Austria | 1951 |
| Campeonato austríaco | Rapid Viena | Austria | 1952 |

### Copas internacionales
| Título        | Club        | Sede            | Año  |
| ------------- | ----------- | --------------- | ---- |
| Copa Zentropa | Rapid Viena | Viena (Austria) | 1951 |